# 飾妝黏䲁
飾妝黏䲁（學名：Myxodes ornatus），為輻鰭魚綱䲁形目胎䲁科黏䲁屬的一個種，分布於東南太平洋智利海域，體長可達5.9公分，棲息在底中層水域，雌魚產附著性卵，雄魚會守護卵，幼魚為浮游性，生活習性不明。